# Abbaye de Dore
L’abbaye de Dore est une ancienne abbaye cistercienne située dans la paroisse civile de Abbey Dore (Herefordshire, Angleterre). Fondée en 1147, c'est l'unique abbaye fondée par Morimond en Angleterre.
Lors de la Réforme anglaise, l'abbaye est dissoute en 1536. Cependant, l'abbatiale, transformée en église paroissiale, survit à cette suppression. Quelques ajouts postérieurs la transforment en partie, mais elle est toujours utilisée au XXIe siècle, ce qui est un cas unique parmi les anciennes abbayes cisterciennes anglaises.

## Localisation et toponymie

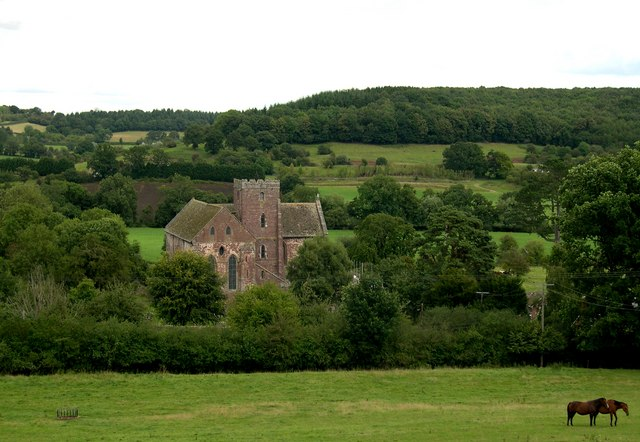
Le site de l'abbaye de Dore.

L'abbaye de Dore est située au sud-ouest du Herefordshire, à proximité immédiate du Pays de Galles, dans la Golden Valley (en) (« Val d'Or ») qui pourrait lui avoir donné son nom. Selon les sources plus récentes, le nom de « Dore » pourrait être une déformation du mot gallois dŵr qui signifie « eau ».
Le monastère est situé juste au-dessus de la zone inondable par la rivière Dore (en), et à proximité de l'antique route romaine reliant Abergavenny à Kenchester.

## Histoire

### Fondation
Les sources anciennes évoquent la rencontre de l'abbé de Morimond Otton de Freising et de Robert FitzHarold, seigneur d'Ewyas, au cours de la deuxième croisade. Ce dernier aurait offert à l'abbé des terres lui appartenant pour qu'une abbaye cistercienne y soit bâtie. Le 26 avril 1147, un groupe de treize moines arrive et commence immédiatement la construction d'un monastère provisoire en bois. L'abbatiale en pierre définitive est commencée plus tard sur le modèle de celle de Morimond.
L'exiguïté du site et la pente prononcée obligent les moines à choisir une orientation inhabituelle pour leur monastère. Au lieu d'être tournée vers l'est, l'abbatiale est dirigée vers le nord-ouest. Le cloître, habituellement situé du côté sud de l'église, est ici situé sur son flanc nord-est.

### Développement
À l'instar de nombreuses autres abbayes cisterciennes anglaises, Dore mise sur l’élevage ovin et le négoce de la laine pour fonder son développement économique. À Dore, la qualité de la laine est particulièrement prisée, et les prix pratiqués lors de la vente, notamment en Italie, sont les plus élevés d'Angleterre durant les XIIIe et XIVe siècles. De nombreuses donations datent de la fin du XIIe siècle ou du début du XIIIe, notamment de la part de Jean sans Terre. À son apogée, l'abbaye possède sept granges : Hollin Grange, Morehampton, Newborough, Newbrook, Chapell Grange, Kingston et New Grange.
Le développement de Dore s'accompagne au Moyen Âge de pratiques répréhensibles d'acquisition des terres par déplacements forcés de population — « corrupt persuasion » —. L'abbaye Adam, qui dirige l'abbaye de 1186 environ à 1216, est à ce sujet accusé par Giraud de Barri d'utiliser des fins peu recommandables — « fair or foul » — afin d'accroître le temporel de l'abbaye.
Au XIIe siècle, une première abbaye-fille est fondée à Trawsgoed, au Pays de Galles, mais cette filiale ne perdure pas et devient une simple grange. En revanche, au XIIIe siècle, l'abbaye essaime plusieurs fois, fondant les abbayes-filles de Grace Dieu en 1226 et surtout de Vale Royal en 1274, cette dernière étant fondée à Darnhall (en) avant d'être déplacée. L'abbaye de Dore reste tout au long de son histoire un établissement modeste, malgré la présence de reliques de la Vraie Croix et la présence du tombeau de Matilda ou Maud de Bohun, née Maud de Fiennes, fille d'Édouard de Salisbury (en), dont la légende disait qu'il avait des facultés thaumaturgiques.
Durant la première moitié du XIVe siècle, Richard Stradell, un abbé estimé, dirige l'abbaye. Érudit et théologien, il exerce à l'occasion des fonctions diplomatiques, notamment auprès de la Couronne britannique et du Chapitre général cistercien,.

### Dissolution
Comme toutes les abbayes anglaises, l'abbaye de Dore est victime de la Réforme anglaise et est dissoute dès 1536, ce qui montre la pauvreté de sa communauté, dont le revenu était inférieur à cent livres. Les terres sont cédées à John Scudamore of Hom Lacy en 1540,.
En 1633, John Scudamore, le petit-fils du précédent, fait restaurer et réaménager le chœur de l'ancienne abbatiale, qui forme l'église paroissiale. La nouvelle église est consacrée le 22 mars 1634 par Theophilus Feild (en), évêque de St David's. Une partie des bâtiments monastiques, nommée Lancashire Hall, est à cette occasion reconvertie en presbytère desservant la paroisse. Cependant la situation en fond de vallée provoque de fréquentes inondations du bâtiment, qui peu à peu se dégrade. Le choix est fait en 1665 de complètement le détruire et d'en reconstruire un nouveau,.
Jusqu'en 1821, le domaine est indivis entre les héritiers de la famille Scudamore. À cette date un partage des terres est effectué entre les héritiers. La part contenant Abbey Dore proprement dit échoit à John Parsons avec 1 434 acres (580 hectares environ) de terrain. Au cours du XIXe siècle sont bâtis autour de l'ancienne église les bâtiments agricoles et d'habitation qui forment le village. Une seconde restauration de l'église est menée entre 1895 et 1904 ; à cette occasion, une campagne de fouilles est menée par Roland Paul. Ce dernier réalise des croquis à l'échelle des fondations du monastère. Son travail permet de rendre compte de la conformité initiale du plan de l'abbaye de Dore au schéma cistercien traditionnel,.
L'association des amis de l'abbaye de Dore — The friends of Dore Abbey — est formée en 1993, après que les bâtiments restants de l'abbaye ont été classés de grade I.

## Architecture

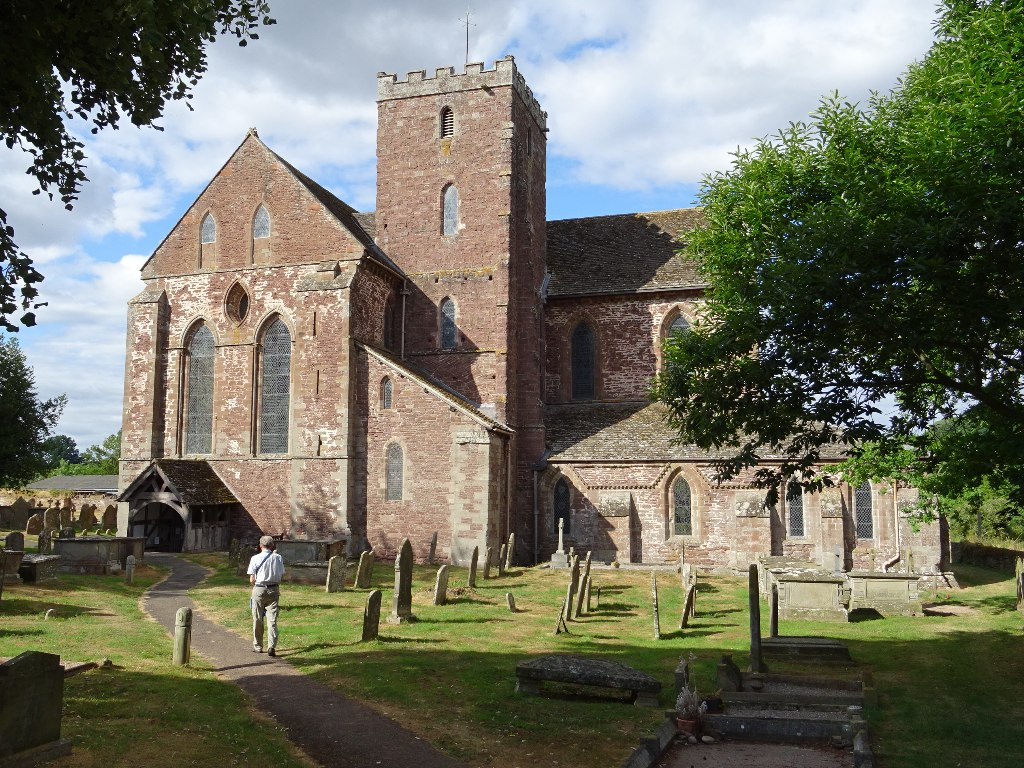
L'ancien chœur de l'église abbatiale, devenu église paroissiale d'Abbey Dore.

Le site de l'abbaye est encore perceptible au XXIe siècle non seulement sur le cadastre moderne, mais également grâce à la présence d'une levée de terre qui reprend peu ou prou le tracé de l'enceinte monastique. Les aménagements hydrauliques des cisterciens survivent également à l'état de fossés et de drains. L'eau entrait dans l'abbaye du côté nord-ouest, alimentait le réfectoire, l'infirmerie, les cuisines et les sanitaires, puis le moulin, enfin trois étangs à poissons rectangulaires qui avaient été creusés par la communauté de l'abbaye.
Le plan de Dore était globalement très fidèle au plan traditionnel cistercien. Toutefois, quelques particularités locales ont été mises en place. La salle capitulaire délaisse le traditionnel plan rectangulaire pour un plan octogonal, qui n'est pas unique — on le retrouve aussi à Whalley — mais très rare ; ces particularités suggèrent une influence de l'école ayant bâti la cathédrale de Wells et l'abbaye de Glastonbury.

### Église abbatiale

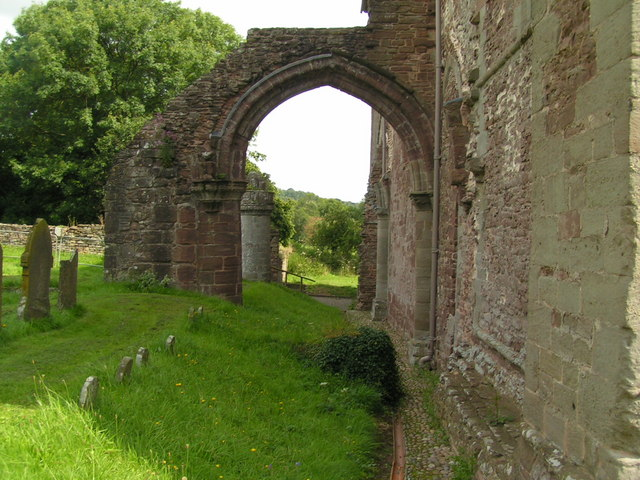
L'ancienne nef de l'abbatiale, devenue cimetière, dans lequel quelques restes de l'église monastique sont conservés.

La nef de l'ancienne église abbatiale a disparu. À sa place est situé le cimetière. Comme les fouilles de 1895-1904 l'ont montré, c'est désormais le chœur de l'église qui constitue l'église paroissiale. Cette réutilisation paroissiale est l'unique cas en Angleterre d'un usage liturgique moderne d'une ancienne abbatiale cistercienne. Quoiqu'ayant disparu, l'église abbatiale originelle est clairement perceptible dans le paysage, son emprise étant remblayée sur une hauteur de un à deux mètres au-dessus du terrain naturel,.